# Anthurium funiferum
Anthurium funiferum là một loài thực vật có hoa trong họ Ráy (Araceae). Loài này được Klotzsch & H.Karst. ex Engl. miêu tả khoa học đầu tiên năm 1898.